# Крушельницкий, Антон Владиславович
Антон Владиславович Крушельницкий (укр. Антон Владиславович Крушельни́цький; 23 июля [4 августа] 1878, Ланьцут, Австро-Венгрия — 3 ноября 1937, Сандармох, Карелия) — украинский писатель, литературный критик и литературовед, педагог.

## Биография
Родился в семье адвоката Владислава Крушельницкого. Учился в Львовском университете. Преподавал в гимназиях Львова, Вены, Коломыи, Рогатина, Бережан, Городенки (в течение восьми лет был директором украинской частной гимназии «Родная школа» в городе Городенка).
Министр просвещения УНР (1919), редактор школьных хрестоматий по украинской литературе (Вена, 1919—1922), издатель-редактор общественно-литературных журналов просоветской направленности «Нові Шляхи» (1929—1933 во Львове) и «Критика» (1933, там же), автор биографического очерка «Іван Франко» и др.
Принадлежал к Русско-украинской радикальной партии, преследовался польской властью. С 1901 г. сотрудничал в газете «Буковина», журнале «Литературно-научный вестник». Был одним из редакторов газеты «Прапор» (1907—1912) — органа украинского народного учительства в Галичине. В 1919 г. — на государственной службе, после падения власти УНР эмигрировал в Вену, где учредил издательство «Чайка». В течение 1929—1932 годов работает издателем и редактором журналов «Новые пути».
Выступал в разных жанрах: рассказы, повести, романы, драмы, литературно-критические, научно-педагогические труды, публицистические статьи, рецензии.
В июле 1932 года переехал со всей семьей в Советскую Украину, жил в Харькове в доме «Слово».
6 ноября 1934 г. Антон Крушельницкий был арестован органами Госбезопасности НКВД УССР в Харькове. В постановлении оперуполномоченного ІІ отдела СПО УГБ в Харьковской области Бордона утверждалось: «Крушельницкий Антон Владиславович является одним из руководителей созданного на Украине центра ОУН, который ставит своей целью свержение Советской власти в СССР и подготовку террористических актов против представителей партии и правительства».
Дело А. Крушельницкого рассматривалось 28 марта 1935 г. выездной сессией Военной коллегии Верховного Суда СССР. Приговор: десять лет лишения свободы с конфискацией имущества. Ссылку А. Крушельницкий отбывал в Соловецкой тюрьме. Решением «тройки» УНКВД Ленинградской области писателя осудили к расстрелу. Казнен 3 ноября 1937 г. в урочище Сандармох (ныне в Медвежьегорском районе Карелии).
Реабилитирован по делу 1935 года - 19 октября 1957 года Военной коллегией Верховного суда СССР, по делу 1937 года - 3 декабря 1957 года Президиумом Архангельского областного суда.

## Судьба семьи
Арестованных вместе с ним сыновей Тараса и Ивана расстреляли в декабре 1934 г. Двух младших сыновей тоже не оставили без внимания. Богдан и Остап Крушельницкие стали ЗК («заключенными каналоармейцами») Беломорстроя и отбывали наказание на Соловках. Расстреляны 3 ноября 1937 г. в урочище Сандармох.
Дочку, Владимиру Крушельницкую, врача — тоже отправили на Соловки. Особой тройкой УНКВД ЛО 25.11.1937 г. дополнительно осуждена по ст. 58-10-11 УК РСФСР к высшей мере наказания. Расстреляна в Ленинграде (по другим данным — предположительно в Ленинградской области) 8.12.1937 г.
Единственные живые потомки — внучка Лариса Ивановна Крушельницкая, археолог, и правнучка Татьяна Дориановна Крушельницкая, депутат Львовского городского совета.

## Труды
- укр. Гомін Галицької землі (1918—1919), ч. 1—2, Хар. 1930—1932.
- укр. Буденний хліб. Рубають лic. Львів 1960.